# Вулиця Донецька (Львів)
Ву́лиця Доне́цька — вулиця у Шевченківському районі міста Львова, в місцевості Підзамче. Вулиця Донецька прямує з північного заходу на південний схід від вулиці Жовківської до вулиці Богдана Хмельницького та початку вулиці Промислової. Прилучається вулиця Скидана.
Вулиця Донецька належить до транзитних вулиць північної частини Львова: нею можна, не заїжджаючи в центр міста, швидко дістатися з району Підзамча (вулицями Романа Дашкевича, Хімічною та Джерельною або Єрошенка) до Краківського ринку і вулиць Городоцької та Шевченка.

## Історія та назва
Вулиця сформувалась приблизно в середині XIX століття і початково називалася Зборівщина. Від 1871 року мала назву вулиця Зборовських, на честь польського політичного діяча XVI століття Мартина Зборовського та шести його синів — видатних політичних діячів, серед яких був Гетьман Війська Запорозького Самійло Зборовський. 1944 року була перейменована на вулицю Донецьку, на честь українського міста Донецька і з цією назвою залишається донині.

## Забудова
Вулиця забудована житловими одно-, дво- та триповерховими будинками, зведеними в першій половині XX століття в стилях сецесія та конструктивізм, а також присутній один чотириповерховий багатоквартирний будинок радянського періоду. Частину вулиці займають промислові підприємства й різні установи, найбільша з них — Державний науково-дослідний контрольний інститут ветеринарних препаратів і кормових добавок (вул. Донецька, 11). Наявні також незабудовані ділянки.

### Будинки
№ 1 — чотириповерховий житловий будинок на розі вулиць Донецької та Жовківської було споруджено у 1925—1927 роках у стилі неокласицизму та коштом Громади міста Львова як помешкання для водіїв Закладу очищення міста.
№ 3 — триповерхова адміністративна будівля збудована 1926 року. Нині у ній містяться відділ Держземагентства у м. Львові та відділ «Центр оформлення документів № 2 Львівського міського управління Державної міграційної служби України».
№ 7 — двоповерховий будинок, в якій нині міститься Управління з питань надзвичайних ситуацій та цивільного захисту населення Львівської міської ради. Приміщення першого поверху будівлі займають стоматологічна клініка, ресторан «Вишневий сад» та Зелена аптека.
№ 9 — двоповерховий житловий будинок.
№ 11 — п'ятиповерхова будівля, в якій розташований Державний науково-дослідний контрольний інститут ветеринарних препаратів та кормових добавок, створений 1998 року.
№ 22 — двоповерхова будівля на розі вулиць Донецької та Скидана. Тут міститься дошкільний навчальний заклад (ясла-садок) № 55, підпорядкований відділу освіти Шевченківського та Залізничного районів департаменту гуманітарної політики Львівської міської ради. Дошкільний навчальний заклад відкритий 30 квітня 1971 року й до червня 1996 року перебував на балансі Львівського шкіряного підприємства «Світанок». 8 червня того ж року дитячий садок переданий на баланс районного відділу освіти Шевченківської районної адміністрації. Дошкільний навчальний заклад розрахований на 6 (шість) вікових груп — група раннього та п'ять груп дошкільного віку. На базі групи раннього віку з жовтня 2017 року відкрита одна інклюзивна група.
№ 44 — комплекс будівель підприємства «Галант Стиль», створеного у 1997 році на базі «Львівської хутрової фабрики „Тисмениця“».

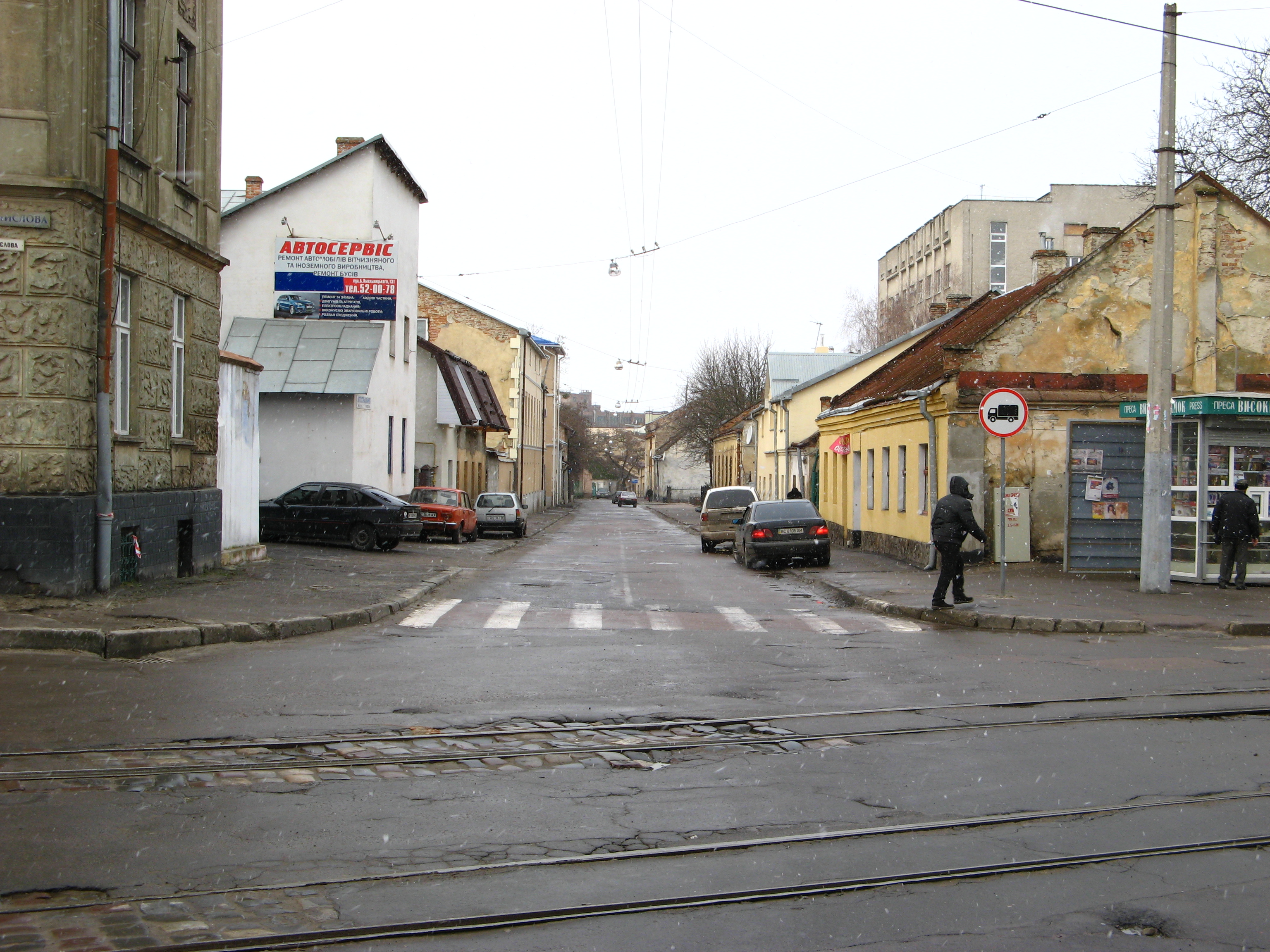
Вигляд на вул. Донецьку від вулиці Б. Хмельницького
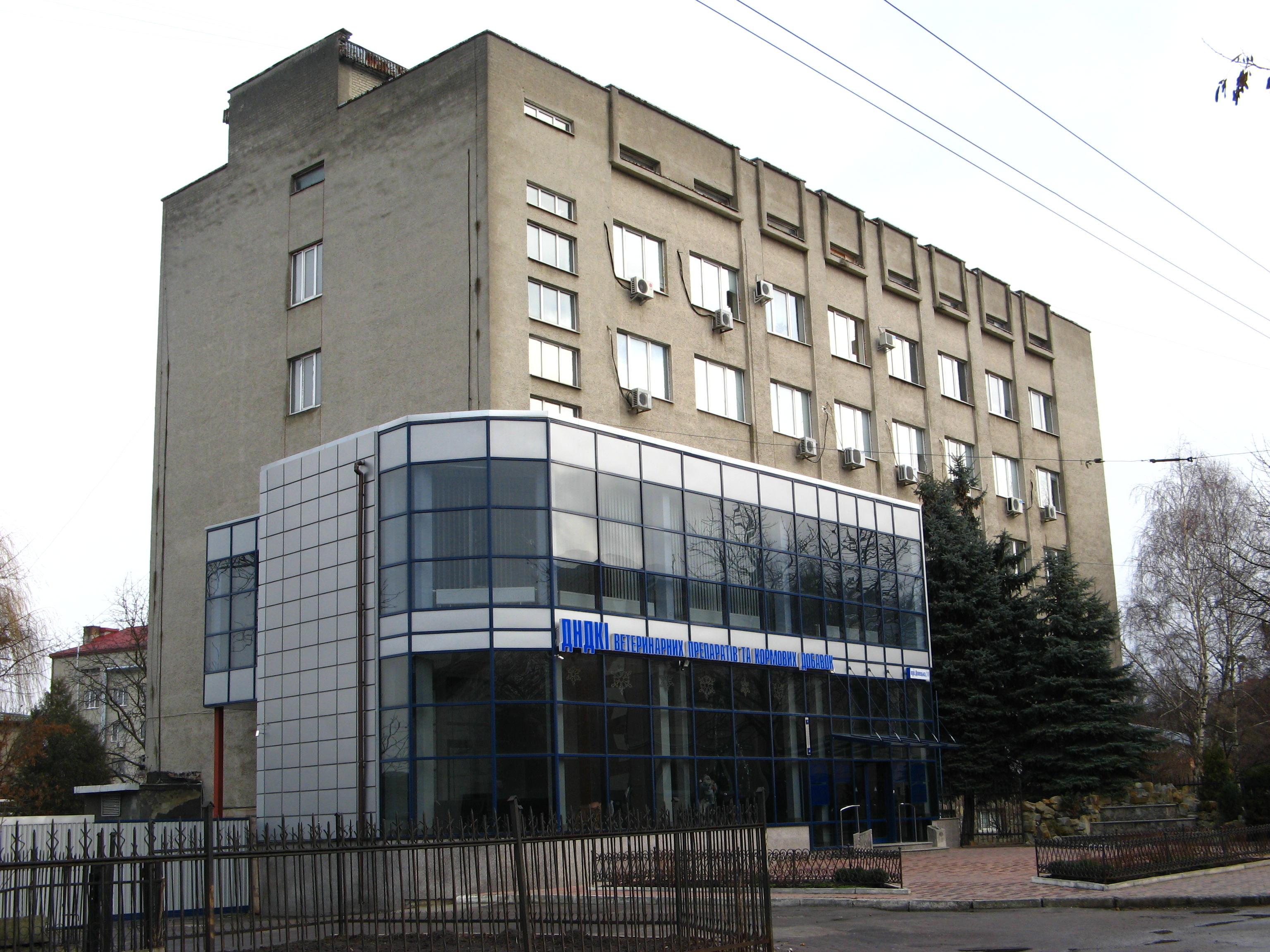
Державний науково-дослідний контрольний інститут ветеринарних препаратів і кормових добавок
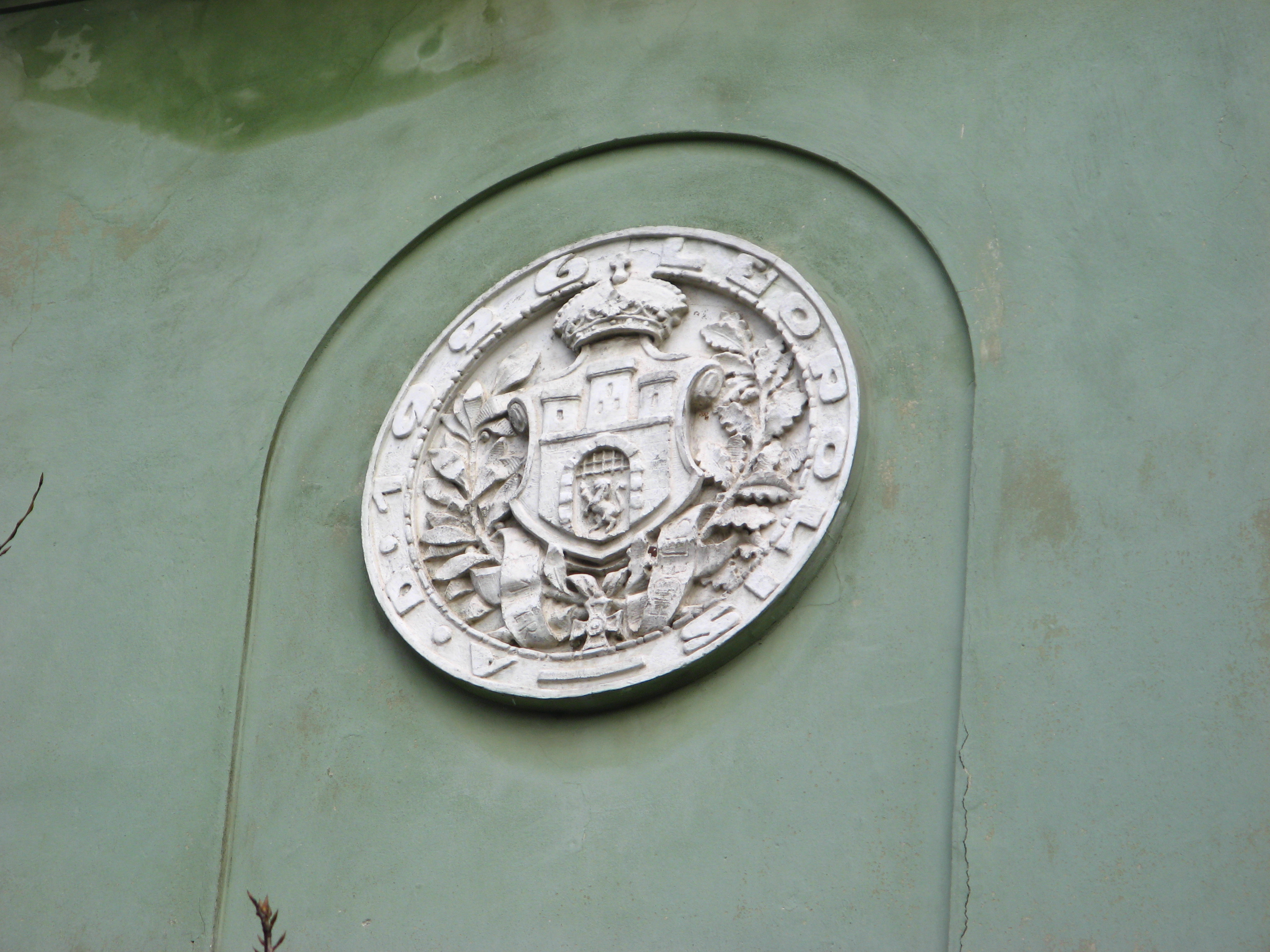
Медальйон з гербом Львова та датою будівництва на будинку № 3